# X-Men: Mutant Academy 2
X-Men: Mutant Academy 2 est un jeu vidéo de combat développé par Paradox Development et publié par Activision en 2001. Il est la suite de X-Men: Mutant Academy, sorti l'année précédente.

## Système de jeu
Les 10 personnages du premier volet (Cyclope, Wolverine, Gambit, Tornade, Fauve, Jean Grey, Crapaud, Mystique, Dents-de-sabre, et Magnéto) sont présents, et six autres font leur apparition : Forge, Havok, Fléau, Diablo, Malicia, et Psylocke.
Les cinq modes de jeux disponibles dans le premier volet (arcade, versus, survival, options, et cerebro) sont également présents, mais aucun nouveau mode n'a été ajouté,.